# S1PR3
스핑고신 1-인산 수용체 3(Sphingosine-1-phosphate receptor 3, S1PR3)은 지질 신호 전달 분자 스핑고신 1-인산(S1P)에 결합하는 G 단백질 연결 수용체를 암호화하는 인간 유전자이다. 이 수용체는 S1P3로도 알려져있다.

## 기능
이 유전자는 G 단백질 연결 수용체인 EDG 수용체 패밀리의 구성원을 암호화한다. 이 단백질은 스핑고신 1-인산의 수용체로 확인되었으며, 혈관 신생 및 혈관 내피 세포 기능의 조절에 기여한다.